# Leivinha
Leivinha,  celým jménem João Leiva Campos Filho, (* 11. září 1949 Novo Horizonte) je bývalý brazilský fotbalista, útočník. Je strýcem bývalého brazilského fotbalista Lucase Leivy.

## Fotbalová kariéra
Začínal v Brazílii v Portuguese a Palmeiras, se kterým dvakrát vyhrál brazilskou ligu. Od roku 1975 hrál ve Španělsku za Atlético Madrid, se kterým vyhrál v roce 1976 Copa del Rey a o rok později Primera División. Kariéru zakončil v týmu São Paulo FC. V Poháru mistrů evropských zemí nastoupil ve 2 utkáních, v Poháru vítězů pohárů nastoupil ve 3 utkáních a dal 1 gól a v Poháru osvoboditelů nastoupil v 7 utkáních a dal 1 gól. Za brazilskou fotbalovou reprezentaci nastoupil v letech 1972–1974 ve 21 utkáních a dal 7 gólů. Byl členem brazilské reprezentace na Mistrovství světa ve fotbale 1974, nastoupil ve 3 utkáních. 

## Ligová bilance
| Ročník                               | Zápasy | Góly | Klub            |
| ------------------------------------ | ------ | ---- | --------------- |
| Campeonato Brasileiro Série A 1966   | -      | -    | Portuguesa      |
| Campeonato Brasileiro Série A 1967   | -      | -    | Portuguesa      |
| Campeonato Brasileiro Série A 1968   | -      | -    | Portuguesa      |
| Campeonato Brasileiro Série A 1969   | -      | -    | Portuguesa      |
| Campeonato Brasileiro Série A 1971   | 21     | 4    | Palmeiras       |
| Campeonato Brasileiro Série A 1972   | 27     | 15   | Palmeiras       |
| Campeonato Brasileiro Série A 1973   | 38     | 20   | Palmeiras       |
| Campeonato Brasileiro Série A 1974   | -      | -    | Palmeiras       |
| Campeonato Brasileiro Série A 1975   | 2      | 1    | Palmeiras       |
| Primera División 1975/1976           | 31     | 18   | Atlético Madrid |
| Primera División 1976/1977           | 15     | 8    | Atlético Madrid |
| Primera División 1977/1978           | 19     | 7    | Atlético Madrid |
| Primera División 1978/1979           | 18     | 7    | Atlético Madrid |
| CELKEM Campeonato Brasileiro Série A | -      | -    |                 |
| CELKEM Primera División              | 83     | 40   |                 |